# 山形牛

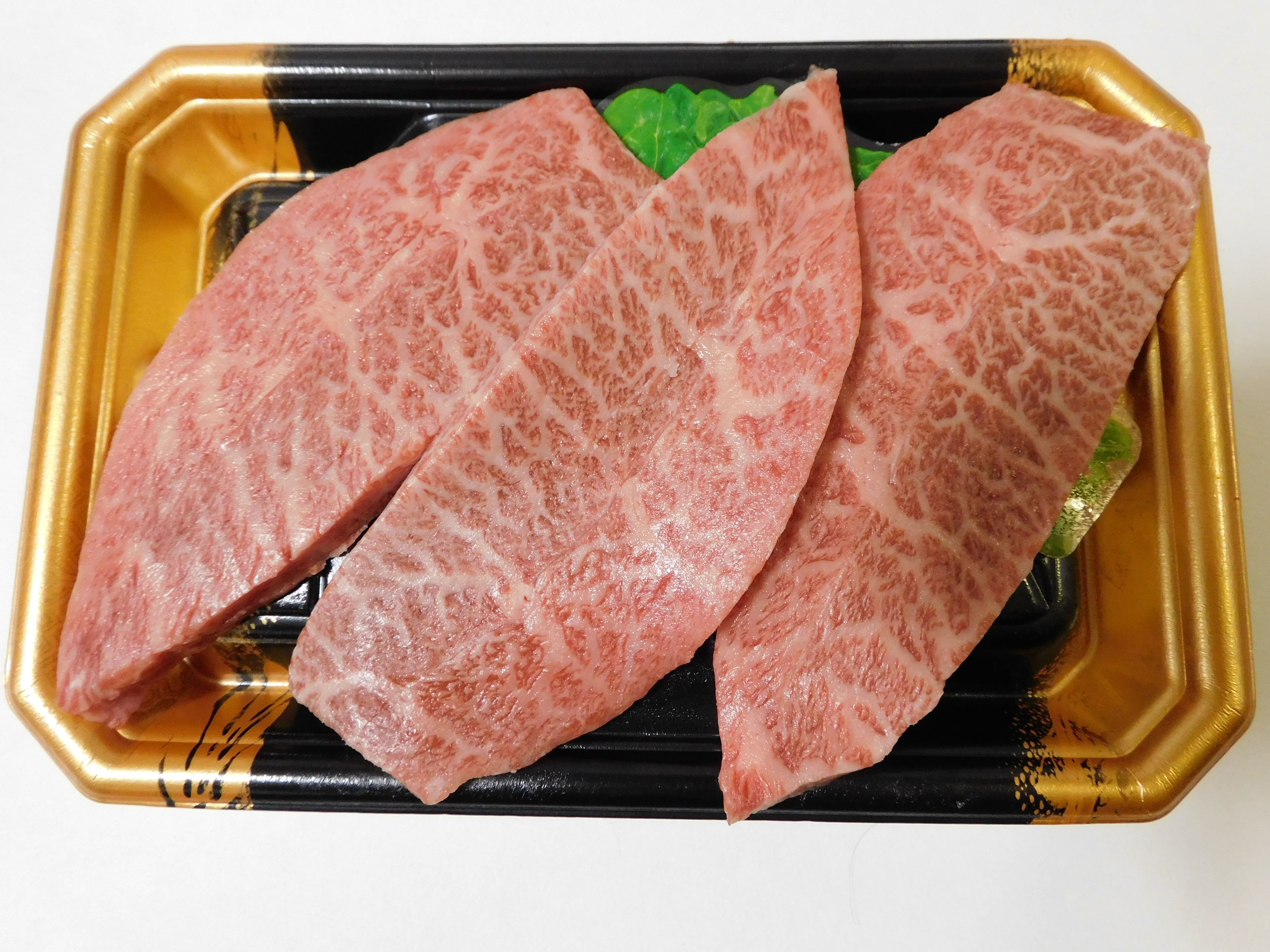
山形牛焼肉用。個体識別番号情報によると、岩手県岩手郡葛巻町生まれ山形県酒田市育ちである。

山形牛（やまがたぎゅう）は、山形県で肥育・育成された黒毛和牛を総称した牛肉である。

## 定義
|             |   | 歩留等級   | 歩留等級   | 歩留等級   |
| A           | B | C          |            |            |
| ----------- | - | ---------- | ---------- | ---------- |
| 肉 質 等 級 | 5 | 山形牛     | 山形牛     | 山形牛     |
| 肉 質 等 級 | 4 | 山形牛     | 山形牛     | 山形牛     |
| 肉 質 等 級 | 3 | （山形牛） | （山形牛） | （山形牛） |
| 肉 質 等 級 | 2 |            |            |            |
| 肉 質 等 級 | 1 |            |            |            |

下記の3つの基準をすべて満たしたものを山形牛と認めている。
1. 山形県内において、最も長く肥育・育成された未経産および去勢の黒毛和種。
2. 公益社団法人日本食肉格付協会が定める肉質4等級以上のもの。
  - ただし、1の条件を満たし、肉質が3等級についても同様に取り扱う。
3. 山形県および各行政機関で実施する放射性物質検査において、放射性物質が「不検出」であること。

なお、山形牛の商標は、山形肉牛協会が保持している。

## 歴史
山形県置賜地方で生産されている日本三大和牛の一つである米沢牛が全国的に広まった影響で、置賜地方・村山地方を基点に山形県内で肉牛生産が普及した。普及後、東京都や大阪府など全国への出荷が年々増加し、飯豊牛、西川牛、天童牛、東根牛といった銘柄牛肉も誕生した。これを経て、1962年に、当時の山形県知事であった安孫子藤吉により、山形県内産肉牛の品質・規格を統一するために「総称 山形牛」と銘名された。